# حادثة تحطم طائرة سابينا بمدينة اوستند 1937
تحطمت طائرة من نوع جنكير تابعة لخطوط سابينا البلجيكية بالقرب من اوستند ببلجيكا بتاريخ 16 نوفمبر 1937. الطائرة كانت برحلة من كولونيا بألمانيا متجهة إلى لندن ومقررا لها التوقف في بروكسل، ولكن سوء الأحوال الجوية اجبر الطيار بالنزول في اوستند. لسوء حظ الطائرة فالأحوال الجوية وإن كانت أفضل من بروكسل إلا أن الطائرة ضربت بعمود مدخنة أحد المصانع عند دورانها للنزول إلى مطار ستين.
قائد الرحلة اسمه توني لامبوت، أحد أفضل الطيارين بشركة سابينا وله عدد ساعات طيران تفوق 6,000 ساعة. ومعه بالطاقم مهندس ومشغل هوائي وميكانيكي. أما باقي الركاب فكان الدوق جورج دوناتوس وريث دوقية هسن (ولد 1906) وزوجته أميرة سيسلي لليونان والدانمارك السابقة (ولدت 1911)، وأخته الكبرى من الأمير فيليب، لاحقا دوق ادنبرة والتي بالأشهر الأخيرة من الحمل، وأبنائهم لدويك (ولد 1931) والكسندر (ولد 1933) وأمه الأميرة السابقة اليانور أرملة دوق هسن (ولدت 1871) والبارون جواشيم فون ريدسل وممرضة الأطفال لينا هينر. المجموعة كانت برحلة إلى لندن لحضور حفل زفاف لويس الأخ الأصغر لوريث للدوقية. البارون فون ريسدل هو وصيف لويس بالحفل.
عند محاولة لامبوت للهبوط بالطائرة، ضرب طرف الجناح بقمة المدخنة فانفصل الجناح والمحرك عن الطائرة، فهوت الطائرة ككتلة من اللهب. مات جميع من كان بالطائرة. تم العرس كما هو مقررا له، وباليوم التالي رحل مباشرة ومع زوجته مارغريت جيديس (1913-1997) إلى بلجيكا لتفقد موقع الحادث. تمت الجنازة بعدها بأيام بدارمشتات بهيس.

## وصلات خارجية
- معلومات حادث طائرة